# أولاد رحو صمصم (أولاد عدو)
أولاد رحو صمصم هو دُوَّار يقع بجماعة أولاد فارس، إقليم سطات، جهة الدار البيضاء سطات في المملكة المغربية. ينتمي الدوّار لمشيخة أولاد عدو التي تضم 5 دواوير. يقدر عدد سكانه بـ 859 نسمة حسب الإحصاء الرسمي للسكان والسكنى لسنة 2004.

## روابط خارجية
- البوابة الوطنية للجماعات الترابية
- المندوبية السامية للتخطيط